# ميثيل الباراثيون
ميثيل الباراثيون ، هو مبيد حشري عضوي فوسفاتي ، يمتلك مجموعة ثيوفوسفات عضوية . و هو مشابه من حيث البنية بشكل كبير للباراثيون الإيثيلي . يوجد حظر كبير على بيعه و استيراده في معظم دول العالم، بينما تسمح به بعض الدول وفق شروط محددة فقط.

## التطبيقات
يتم استخدام ميثيل الباراثيون كمبيد حشري للمحاصيل، بما في ذلك القطن . 

## الأسماء التجارية
بينكاب-إم، ميتاسيد 

## أمان
يتعرض الأشخاص لمبيد ميثيل الباراثيون في أماكن التطبيق عن طريق استنشاقه، أو تلامسه مع الجلد، أو عن طريق ابتلاعه، أو دخوله عبر الأعين نتيجة عدم استخدام وسائل الأمان. نظرًا لأنه مثبط لأستيل كولين استريز ، فإن أعراض التعرض لميثيل الباراثيون تشمل تهيج العينين والجلد، والغثيان والقيء، وآلام البطن، والإسهال، وسيلان اللعاب ، والشعور بالضعف والتعب ، والصداع، وسيلان الأنف ، وضيق في الصدر، وعدم وضوح الرؤية ، وتضييق حدقة العين ، وعدم انتظام ضربات القلب ، وارتعاش العضلات (الارتعاش)، وصعوبة التنفس . 
في الولايات المتحدة الأميريكية، لم تحدد إدارة السلامة والصحة المهنية (OSHA) حدًا قانونيًا ( حد التعرض المسموح به ) للتعرض لمبيد ميثيل الباراثيون ضمن مكان العمل. ولقد حدد المعهد الوطني للسلامة والصحة المهنية (NIOSH) حد التعرض الموصى به (REL) بمقدار 0.2 ملجم/م 3 على مدار يوم عمل مدته 8 ساعات لكل شخص. 

## التصنيفات والقيود
لقد تم حظر وايقاف استخدام ميثيل الباراثيون لسنوات عده. ولقد تم تصنيفه على أنه شديد الخطورة (Ia) من قبل منظمة الصحة العالمية وتم تصنيفه على أنه شديد الخطورة بموجب اتفاقية روتردام . يحظر بيعه و استيراده في أغلب دول العالم تقريبًا، بينما تسمح به بعض الدول بشروط محددة فقط.    

## روابط خارجية
1. "Skin notation profile: Methyl Parathion" (PDF). NIOSH. مؤرشف من الأصل (PDF) في 2023-12-12.

2. "Methyl Parathion (Penncap-M) - Chemical Profile 4/85". Cornell.edu. مؤرشف من الأصل في 2023-12-17.
3. Journal of Toxicology and Environmental Health B Critical Review (2003): Methyl parathion: a review of health effects.
5. CABI Plantwise: Plantwise Pesticide Red List
6. WHO (2010): The WHO Recommended Classification of Pesticides by Hazard, p5, IPCS
7.  Rotterdam Convention: Annex III Chemicals
8. Annex III Chemicals: Methyl-parathion (Emulsifiable concentrates (EC) at or above 19.5% active ingredient and dusts at or above 1.5% active ingredient), Rotterdam